# Georgiska cupen
Georgiska cupen (georgiska: საქართველოს საფეხბურთო თასი, Sakartvelos sapechburti tasi) är den största cupen inom georgisk fotboll. Mellan 1944 och 1989 var cupen en del av den sovjetiska cupen. 1990 upprättade Georgiska fotbollsfederationen cupen i sin nuvarande form. År 2001 döptes cupen om efter den georgiske fotbollsspelaren Davit Kipiani, som avlidit i en bilolycka samma år. Vinnaren av cupen direktkvalificeras till UEFA Europa League. 
Flest cupsegrar innehar FK Dinamo Tbilisi, 10 stycken. Senaste vinnare är Dinamo Tbilisi som vann cupen 2012/2013.

## Segrare under sovjettiden
| - 1944: Suchumi (mixat lag) - 1945: Dinamo Suchumi - 1946: Burevestnik Tbilisi - 1947: Dinamo Batumi - 1948: Dinamo Suchumi - 1949: Dimitrov (mixat lag) - 1950: TODO Tbilisi - 1951: TTU Tbilisi - 1952: TTU Tbilisi - 1953: Dinamo Kutaisi - 1954: TTU Tbilisi - 1955: Dinamo Kutaisi - 1956: Lokomotiv Tbilisi - 1957: TTU Tbilisi - 1958: Dinamo Batumi - 1959: Kolmeurne Macharadze - 1960: Kolmeurne Macharadze - 1961: SKIF Tbilisi - 1962: Metallurg Zestaponi - 1963: Imereti Kutaisi - 1964: Mesjachte Tqibuli - 1965: Guria Lantjchuti - 1966: Guria Lantjchuti | - 1967: Sinatle Tbilisi - 1968: Sinatle Tbilisi - 1969: Sinatle Tbilisi - 1970: Egrisi Tschakaja - 1971: Guria Lantjchuti - 1972: Kacheti Telavi - 1973: Dinamo Zugdidi - 1974: Metallurg Rustavi - 1975: SKIF Tbilisi - 1976: Mesjachte Tqibuli - 1977: Nadikvari Telavi - 1978: Magaroeli Tjiatura - 1979: Magaroeli Tjiatura - 1980: Sulori Vani - 1981: Sulori Vani - 1982: Mertschali Macharadze - 1983: Tbilisskij Zooveterinarnij Institut - 1984: Dinamo Zugdidi - 1985: Imedi Tbilisi - 1986: Madneuli Bolnisi - 1987: Spartak Tschinvali - 1988: Sjadrevani 83 Tsqaltubo - 1989: Sjadrevani 83 Tsqaltubo |

## Cupfinaler efter Georgiens självständighet
- fetstil - vinnare av både Umaghlesi Liga/Erovnuli Liga och cupen.

| Säsong    | Segrare            | Finalist            | Resultat                      |
| --------- | ------------------ | ------------------- | ----------------------------- |
| 1990      | Guria Lantjchuti   | Tschumi Suchumi     | 1-0 (e. förl.)                |
| 1991/92   | Dinamo Tbilisi     | Tschumi Suchumi     | 3-1                           |
| 1992/93   | Dinamo Tbilisi     | Dinamo Batumi       | 4-2 (e. förl.)                |
| 1993/94   | Dinamo Tbilisi     | Metalurgi Rustavi   | 1-0                           |
| 1994/95   | Dinamo Tbilisi     | Dinamo Suchumi      | 1-0                           |
| 1995/96   | Dinamo Tbilisi     | Dinamo Suchumi      | 1-0 (e. förl.)                |
| 1996/97   | Dinamo Tbilisi     | Dinamo Suchumi      | 1-0                           |
| 1997/98   | Dinamo Batumi      | FK Dinamo Tbilisi   | 2-1 (e. förl.)                |
| 1998/99   | Torpedo Kutaisi    | Samgurali Tsqaltubo | 0-0 (e. förl.); 4-2 (e. str.) |
| 1999/2000 | Lokomotivi Tbilisi | Torpedo Kutaisi     | 0-0 (e. förl.); 4-2 (e. str.) |
| 2000/01   | Torpedo Kutaisi    | Lokomotivi Tbilisi  | 0-0 (.e förl.); 4-3 (e. str.) |
| 2001/02   | Lokomotivi Tbilisi | Torpedo Kutaisi     | 2-0                           |
| 2002/03   | Dinamo Tbilisi     | FK Sioni Bolnisi    | 3-1                           |
| 2003/04   | Dinamo Tbilisi     | Torpedo Kutaisi     | 2-1                           |
| 2004/05   | Lokomotivi Tbilisi | FK Zestaponi        | 2-0                           |
| 2005/06   | Ameri Tbilisi      | FK Zestaponi        | 2-2 (e. förl.); 4-3 (e. str.) |
| 2006/07   | Ameri Tbilisi      | FK Zestaponi        | 1-0                           |
| 2007/08   | FK Zestaponi       | Ameri Tbilisi       | 1-0                           |
| 2008/09   | FK Dinamo Tbilisi  | Olimpi Rustavi      | 0-0 (e. förl.); 2-0 (e. str.) |
| 2009/10   | WIT Georgia        | Dinamo Tbilisi      | 1-0                           |
| 2010/11   | FK Gagra           | Torpedo Kutaisi     | 1-0                           |
| 2011/12   | Dila Gori          | FK Zestaponi        | 4-1                           |
| 2012/13   | Dinamo Tbilisi     | Tjichura Satjchere  | 3-1                           |
| 2013/2014 | Dinamo Tbilisi     | Tjichura Satjchere  | 2-1                           |
| 2014/2015 | Dinamo Tbilisi     | FK Samtredia        | 5-0                           |
| 2015/2016 | Dinamo Tbilisi     | FK Sioni Bolnisi    | 1-0                           |
| 2016      | Torpedo Kutaisi    | Merani Martvili     | 2-1                           |
| 2017      | Tjichura Satjchere | Torpedo Kutaisi     | 0-0 (e. förl.); 4-3 (e. str.) |
| 2018      | Torpedo Kutaisi    | FK Gagra            | 2-2 (e. förl.); 4-2 (e. str.) |
| 2019      | Saburtalo Tbilisi  | Lokomotivi Tbilisi  | 3-1                           |

## Segrare sedan självständigheten
| Klubb                | Vinster | Vinster (år) |
| -------------------- | ------- | --- |
| FK Dinamo Tbilisi    | 13      | 1991/92, 1992/93, 1993/94, 1994/95, 1995/96, 1996/97, 2002/03, 2003/04, 2008/09, 2012/2013, 2013/2014, 2014/2015, 2015/2016 |
| Torpedo Kutaisi      | 4       | 1998/99, 2000/01, 2016, 2018                                                                                                |
| Lokomotivi Tbilisi   | 3       | 1999/00, 2001/02, 2004/05                                                                                                   |
| Ameri Tbilisi        | 2       | 2005/06, 2006/07 |
| FK Zestaponi         | 1       | 2007/08 |
| Dinamo Batumi        | 1       | 1997/98 |
| Guria Lantjchuti     | 1       | 1990 |
| WIT Georgia Tbilisi  | 1       | 2009/10 |
| Dila Gori            | 1       | 2011/12 |
| FK Gagra             | 1       | 2010/11 |
| Tjichura Satjchere   | 1       | 2017 |
| FC Saburtalo Tbilisi | 1       | 2019 |